# هیروتاکا اوچیزونو
هیروتاکا اوچیزونو (انگلیسی: Hirotaka Uchizono؛ زادهٔ ۲۷ آوریل ۱۹۸۷) بازیکن فوتبال اهل ژاپن است.